# Esfand
Esfand (in persiano اسفند‎, IPA: [esˈfænd]) è il dodicesimo mese del calendario persiano, il calendario ufficiale dell'Iran e dell'Afghanistan. L'Esfand è composto da 29 giorni eccetto negli anni bisestili in cui è composto da 30 giorni. Nel calendario gregoriano comincia a febbraio e termina a marzo. In lingua dari, in Afghanistan, si chiama Hūt;  mentre in pashto si chiama Kab.

## Osservanze
- 5 Esfand - Sepandārmazgān
- 15 Esfand - Giorno dell'albero in Iran
- 19-29 Esfand - Frawardigan